# Туганов, Асламбек Батырбиевич
Туганов, Асламбек (Асланбек) Батырбиевич (Игнатий Михайлович) (осет. Тугъанаты Аслæмбег Батырбийы фырт, 1804 — 1868) — российский военный деятель осетинского происхождения, генерал-майор Русской Императорской Армии.

## Биография
Асламбек Туганов был первым осетинским генералом, его еще при жизни считали патриархом осетинской военной интеллигенции. Его пример, нравственные принципы в решении не только политических, но и социальных вопросов, стали основой деятельности обширного круга воинов-осетин. Следует отметить его роль в становлении последующих поколений военной интеллигенции. Вот что пишет сам Туганов: «Служа в Собственном Его Императорского Величества Конвое и напоследок командуя оным, я имел счастье несколько раз по Высочайшему повелению быть отправляем из СПб на Кавказ для приглашения горских князей, узденей, бадилат и алдаров отдавать детей своих в кадетские корпуса и в гвардейский полуэскадрон Собственного Его Величества Конвоя».
Эту миссию Асламбека подтверждает и запись в его послужном списке: «По распоряжению начальства командирован на Кавказ для избрания там малолетних горцев для определения на воспитание в кадетские корпуса в числе 63 человек...»
Асламбек родился в 1804 году и принадлежал к знатной феодальной фамилии. В формировании его личности немаловажную роль сыграло то обстоятельство, что он воспитывался в семье русского полковника Балабина в Санкт-Петербурге, учился там в частном учебном заведении.

«Будучи 4-х лет от роду, я был выдан правительству в аманаты»,
 — писал Асламбек в своей биографии.
В девятнадцатилетнем возрасте Туганов начал свою военную службу рядовым в прославленном Кабардинском пехотном полку, а в 1829 году, то есть через шесть лет, он уже в чине офицера состоит в Лейб-гвардии Кавказско-горском полуэскадроне.
Все последующие годы службы проходят при дворе в Петербурге. В послужном списке Асламбека Михайловича читаем:

«При выступлении из Санкт-Петербурга при полуэскадроне в поход в конвое Императора 25 марта прибыл в гор. Белосток и поступил в конвой к Его Императорскому Высочеству Государю Цесаревичу Константину Павловичу, находился в сопровождении Его Высочества по 11 июля, откуда при обратном следовании в главную квартиру действующей армии вступил 31 июля в пределы царства Польского».
Он принял участие в подавлении польского восстания. В послужном списке Асламбека есть запись: «19 августа, присоединясь к действующей армии в местечке Дорожине, назначен в конвой к Его Императорскому Высочеству Великому Князю Михаилу Павловичу командиром гвардейского корпуса». В боях при взятии штурмом варшавских укреплений Асламбек Туганов за отличное выполнение боевых задач был одним из немногих офицеров, награжденных бриллиантовыми кольцами.
Будучи командиром 7-й бригады Кавказского линейного казачьего войска и Горского казачьего полка, принимал участие в Кавказской войне под началом генерал-майора Нестерова и генерал-майора барона Вревского.
Скупые материалы, сохранившиеся в архивах, повествуют о боевых буднях полковника: «Получив донесение о происшедшем, командир Горского полка полковник Туганов выехал из Екатеринграда на почтовых и в Павлодольской сел на коня. Присоединившись к сотнику Елбаеву и к приставу Малой Кабарды сотнику Тургиеву, командир с рассветом осмотрел следы абреков и убедился, что за Терек они не ушли. Тогда, собрав всех казаков и усилившись прибывшими с войсковым старшиной Ходуевым, есаулом Тускаевым и сотником Гурджибековым, казаками станиц Черноярской и Новоосетинской, полковник Туганов начал розыск».
6 декабря 1851 года Асламбек Туганов Высочайшим приказом был произведен в генерал-майоры с зачислением по кавалерии и назначен состоять при Кавказской армии.
Характеризуя Асламбека,  М. Т. Лорис-Меликов писал:

«Туганов принес очень много пользы правительству как в прежнее военное время, так и впоследствии при водворении в крае существующего порядка и, особенно, при проведении в области реформ, как то: при освобождении холопов, обложении податью горцев, введении новых судебных уставов, разрешении поземельного дела и проч.» 
Грудь боевого генерала украшали ордена Св. Анны 3 степени с бантом 1 и 2 степеней, Св. Станислава 1 и 2 степеней, Св. Владимира 1 и 4 степеней, знак отличия Польского ордена и др. 53 получал Высочайшее благоволение. Многократно его служба была отмечена денежными премиями по 100 рублей серебром, был пожалован земельным участком в 19000 десятин.
В 1866 году он вышел в отставку и поселился в ауле Дур-Дур.

## Семья
В архивных материалах сохранилась копия письма Туганова, адресованного главнокомандующему Кавказской армией генерал-фельдмаршалу князю А.И. Барятинскому, которое свидетельствует не только о глубоких отцовских чувствах генерала, но и о его отношении к религии, нравственной высоте его суждений, приверженности законам, чести дворянина. В письме к князю Барятинскому он писал:

 «... Нынешний экзарх Грузии требует, чтобы я детей своих принудил силою принять христианскую религию, и угрожает, что в противном случае после смерти моей они не могут пользоваться и моим имением, принадлежащим им по прямому наследству, и землями, дарованными мне за службу Государем Императором.
Доводя об этом до сведения Вашего Сиятельства, покорнейше прошу принять меня под покровительство свое и защитить от нападков духовенства.

Что же касается до детей моих, рожденных от жены-магометанки, то имею честь покорнейше просить дозволения Вашего Сиятельства дочерям выходить в замужество за магометан, ибо другого средства нет, потому что никто из дворян не исповедует христианскую веру. Кроме того, осмеливаюсь покорнейше просить защиты Вашей от гласного преследования меня духовенством, что, имея честь быть генералом русской армии и происходя из первых степеней горских дворян, всякое явное преследование духовенства народу подает повод к различным невыгодным толкам, что правительство принимает насильственные меры к обращению магометан в христианство, чего допустить можно только мерами кротости и уважения». 
3 марта 1862 года командующий войсками Терской области генерал-лейтенант князь Святополк-Мирский получил ответ из Главного штаба Кавказской армии на свой рапорт от 18 февраля 1861 года относительно его мнения по поводу преследования духовенством генерал-майора Туганова и его семьи. В нем сказано:

«Имею честь уведомить Ваше Сиятельство, что главнокомандующий армией Г.Д. Орбелиани изволил вполне согласиться с мнением Вашего Сиятельства как о не имении законного основания требовать обращения в православие детей генерал-майора Туганова, так как все они рождены от мусульманок вне брака по обрядам нашей церкви, а следовательно, не могут почитаться законными, так равно и относительно прав, кои могут быть предоставлены тем из них, которые впоследствии примут христианскую веру. Вместе с тем Его Сиятельство князь Григорий Дмитриевич, находя и со своей стороны надменным угрозы, делаемые нашим духовенством г-у Туганову по этому предмету, изволил поручить мне покорнейше просить уведомления Вашего Сиятельства: сам ли Высокопреосвященный экзарх писал г-у Туганову о вышесказанном крещении его детей или кто другой действовал в этом случае от имени его Высокопреосвященства». 
В ответе Святополка-Мирского от 10 марта 1862 года говорилось, что генерал-майора Туганова принуждали к крещению своих детей с уведомления экзарха Грузии, который грозился, что «земля, полученная им от правительства, может перейти только к законным детям его, в противном случае после его смерти она будет отобрана в казну».
В апреле 1862 года из Тифлиса поступило сообщение, что Главнокомандующий армией по рассмотрении переписки относительно понуждения г. Туганова к совершению над детьми таинства Святого Крещения изволил приказать прекратить делаемое до сего времени г. Туганову принуждение по поводу обращения детей его в православную веру.
На этом вопрос был исчерпан. Однако после смерти Асламбека Туганова духовенство вновь подняло «дело за 1859 год о понуждении ген.-майора Туганова к исполнению христианского долга».
И началась долгая тяжба между церковью и семьей генерала, закончившаяся тем, что 23 апреля 1880 года его жена Кенжехан сообщила начальнику Терской области, что три ее сына окрещены и получили новые имена: Афай — Александр, Батырбек — Владимир, Хаджимурза — Николай (крестил священник Владикавказской осетинской церкви Михаил Сухиев). Что же касается двух старших сыновей, то архивные документы донесли до нас сведения о том, что ни усилия церкви, ни уговоры отца, чтобы Хамби и Хазби приняли православие, не имели успеха. «Волю отца мы не в силах были исполнить, - писал Хамби Туганов начальнику Терской области генералу Свистунову, — во-первых, потому, что 5 сестер наших, рожденных от первой жены покойного, вышли в замужество за почетных лиц высшего осетинского сословия из магометан, во-вторых, потому, что мы, не зная своего положения и считая себя законными детьми генерал-майора Туганова, каковыми признавала нас и местная власть, прибыв в отпуск, вступили в законный брак по обрядам магометанской религии и прижили, в свою очередь, детей».